# Exocelina madangensis
Exocelina madangensis är en skalbaggsart som först beskrevs av Michael Balke 2001.  Exocelina madangensis ingår i släktet Exocelina och familjen dykare. Inga underarter finns listade i Catalogue of Life.